# Walter Anderson
Pour les articles homonymes, voir Anderson.
Walter Arthur Alexander Anderson (en russe : Вальтер Артур Александр Андерсон), né le 28 septembre 1885 (10 octobre dans le calendrier grégorien) à Minsk (Empire russe, aujourd'hui Biélorussie) et mort le 23 août 1962 à Kiel en Allemagne, est un folkloriste allemand.

## Biographie
Anderson naît dans une famille germano-balte à Minsk, mais s'installe en 1894 à Kazan (Russie). Son père, Nikolai Anderson (1845-1905) avait été nommé professeur de langues finno-ougriennes à l'université de Kazan. Son frère aîné, Wilhelm Anderson (1880-1940) se fera connaître comme astrophysicien, son frère cadet, Oskar Anderson (1887-1960), comme mathématicien et économiste. À la suite des événements liés à la Révolution russe, Walter et Wilhelm Anderson quittent la Russie pour Tartu, en Estonie. Alors qu'il réside en Estonie en 1939, Anderson, comme la majorité des Germano-Baltes, est réimplanté en Allemagne. Il meurt en 1962 des suites d'un accident de la route.

## Carrière
En 1904, Anderson s'inscrit à l'université de Kazan, et continue ses études à partir de 1909 à Saint-Pétersbourg ; il obtient un magistère à l'université de Saint-Pétersbourg en 1911. En 1916 il soumet une thèse sur la ballade de King John and the Bishop (en) qui lui vaut un doctorat de l'université de Kazan en 1918. Il enseigne à l'Université de Tartu, dont il occupe la première chaire de folklore, de 1920 à 1939. Ses étudiants les plus significatifs à cette époque sont Oskar Loorits, August Annist et plus tard Isidor Levin.
À partir de 1920, il devient membre de la Société savante estonienne (Gelehrte Estnische Gesellschaft), la plus ancienne organisation savante d'Estonie. Il en est le président de 1928 à 1929
En 1930, il est nommé membre honoraire de la société (comme son père avant lui). Il est aussi membre honoraire de l'American Folklore Society et de la Société hellénique de folklore. En 1936, il devient membre correspondant de l'Académie prussienne des sciences. Il est aussi membre correspondant de l'Académie royale Gustave Adolphe (Suède), de la Société de Littérature finnoise, de la Société finno-ougrienne et de la Société scientifique de Varsovie.
De 1940 à 1945, il enseigne à l'Université de Königsberg. Après la fin de la Seconde Guerre mondiale, il est admis comme professeur invité à l'Université de Kiel, où il restera jusqu'à sa retraite. Il dirige en particulier W.F.H. Nicolaisen, qui mènera une carrière distinguée de folkloriste aux États-Unis et en Écosse.
En 1950, Anderson est invité aux États-Unis pour prendre part à la rencontre de l'International Folk Music Council qui se tient à Bloomington (Indiana), après quoi il reste quelques mois à l'Université de l'Indiana à Bloomington en tant qu'érudit invité. Il prend sa retraite en 1953 mais reste membre de l'Université de Kiel en tant que professeur émérite jusqu'à sa mort.

## Œuvre
Walter Anderson a représenté l'une des forces motrices de la méthode historico-géographique (ou méthode finnoise de recherche) en folkloristique. Il est surtout connu pour sa monographie intitulé Kaiser und Abt (« L'Empereur et l'Abbé ») sur les contes populaires ressortant du conte-type AT 922 (Le berger qui se substitue au prêtre pour répondre aux questions du roi). Il était aussi un numismate assidu et a publié différents articles dans ce domaine. Certaines de ses contributions à l'étude des monnaies islamiques sont considérées comme révolutionnaires. Pendant un certain temps entre 1920 et 1939, il a également été conservateur de la collection numismatique de la Société savante estonienne.

#### Œuvres de Walter Anderson
(liste non exhaustive)
- (de) Kaiser und Abt. Die Geschichte eines Schwanks. Folklore Fellows' Communications 42, Helsinki, 1923.
- (de) Die Marspanik in Estland 1921. Zeitschrift des Vereins für Volkskunde 35/36, Berlin, 1926.
- (de) Über P. Jensens Methode der vergleichenden Sagen-forschung. Eesti Vabariigi Tartu Ülikooli Toimetused, Dorpat, 1930.
- (de) Der Schwank vom alten Hildebrand. Eine vergleichende Studie (I+II). Eesti Vabariigi Tartu Ülikooli Toimetused, Dorpat, 1932.
- (de) Ein volkskundliches Experiment. Folklore Fellows' Communications 141, Helsinki, 1951.